# Lamellodysidea
Lamellodysidea é um gênero de esponja marinha da família Dysideidae.

## Espécies
- Lamellodysidea chlorea (de Laubenfels, 1954)
- Lamellodysidea herbacea (Keller, 1889)